# Screech Owls
Screech Owls är en bokserie skapad av Roy MacGregor. Böckerna handlar om 12-årige Travis Lindsay och hans hockeylag Screech Owls.

## Böcker
1. Farligt spel i Lake Placid
2. Stölden av Stanley Cup-pokalen
3. Äventyr på isen
4. Mord på hockeylägret
5. Tuff turnering i Sverige
6. Hårda puckar i Florida
7. Luriga dribblingar i Quebec
8. Förlust på hemmaplan
9. Mardrömsmöten i Nagano
10. Fult spel i dinosauriernas dal
11. Spöklika passningar i Ottawa
12. Sudden death i Vancouver
13. Taktikspel i New York
14. Rysare på River Road
15. Djupdykning i Sydney
16. Powerplay i Washington